# Sinosaurus
Sinosaurus (il cui nome significa "lucertola cinese") è un genere estinto di dinosauro teropode basale vissuto durante il Giurassico inferiore, circa 201–196 milioni di anni fa (Hettangiano-Sinemuriano), i cui fossili sono stati rinvenuti nella Formazione Lufeng, nella provincia cinese dello Yunnan. Il genere contiene due specie: la specie tipo S. triassicus venne nominata da Chung Chieng Young nel 1940. Una seconda specie, S. sinensis, venne originariamente assegnata al genere Dilophosaurus, ma venne successivamente riassegnata a Sinosaurus. Sinosaurus è morfologicamente molto simile a Dilophosaurus, inclusa la presenza di due creste craniche parallele sul capo dalla forma simile, sebbene la sua precisa posizione tassonomica sia incerta e i due generi potrebbero non essere strettamente correlati.

## Scoperta e denominazione

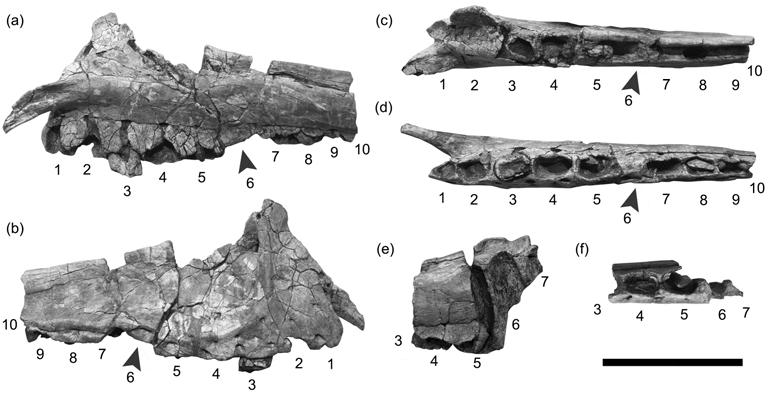
Mascella dell'esemplare ZLJT01

L'olotipo di Sinosaurus, IVPP V34, venne ritrovato negli strati inferiori della Formazione Lufeng ed è costituito da due frammenti mascellari, quattro denti mascellari e un frammento di mandibola con tre denti. I denti sono compressi lateralmente e presentano sottili dentellature sia sui bordi anteriore che posteriore. I denti sono anche di dimensioni variabili e sono ricurvi all'indietro. Questo materiale è troppo frammentario per determinare la lunghezza e il peso di questo dinosauro. Il nome del genere Sinosaurus deriva da Sinae, la parola latina per "cinese", e dalla parola greca sauros/σαυρος che significa "lucertola". Il nome della specie, triassicus, fa riferimento al Triassico, il periodo a cui si pensava originariamente risalissero i fossili. Sinosaurus venne descritto e nominato da Chung Chien Young, noto come il "padre della paleontologia cinese dei vertebrati", nel 1940. Nel corso degli anni, diversi elementi fossili sono stati attribuiti a Sinosaurus, alcuni dei quali sono stati in seguito riassegnati a due sauropodomorfi. I fossili includono elementi postcranici, con un sacro con tre vertebre sacrali conservate. Il materiale assegnato al "postcranico di Sinosaurus" include un mix di elementi plateosauridi e melanorosauridi. Tutto il materiale del blocco Red Beds è stato in seguito riassegnato a Jingshanosaurus.

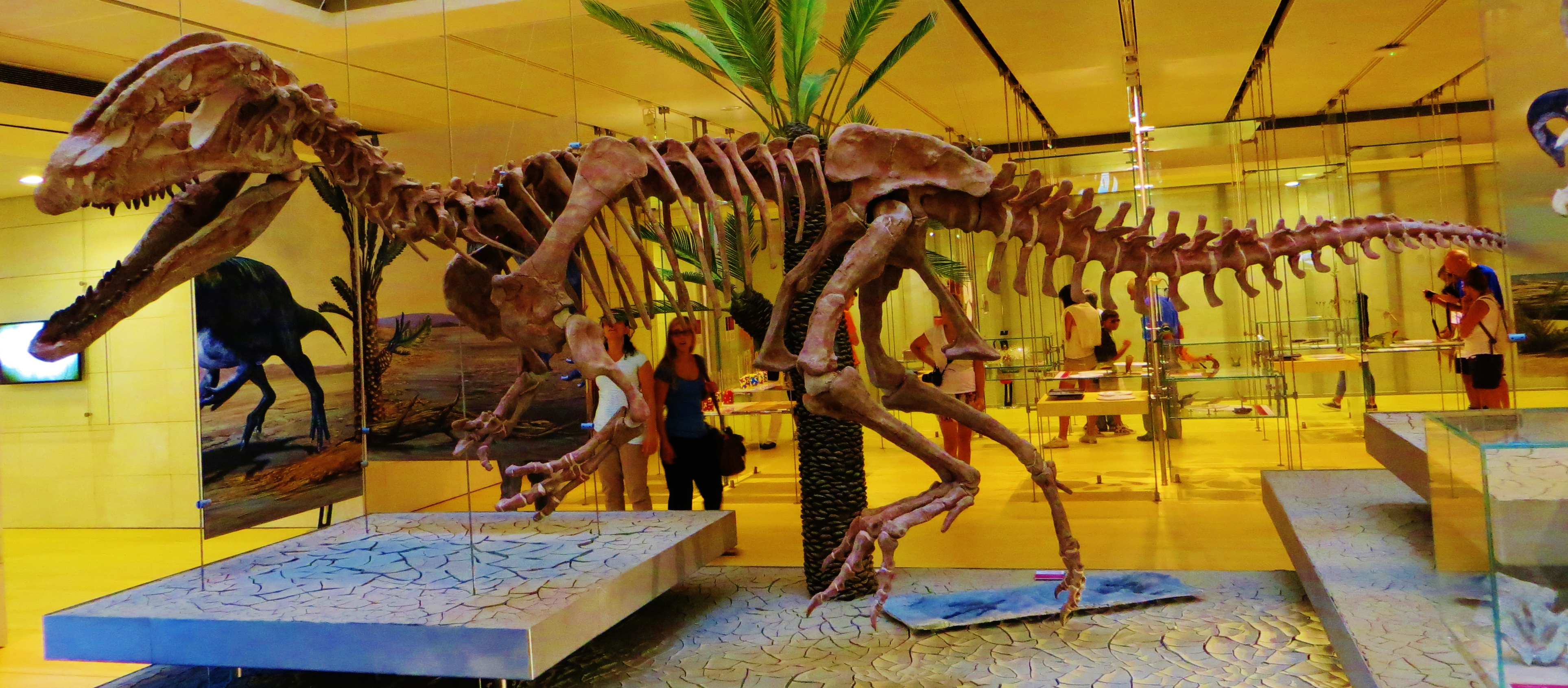
Scheletro montato in vista laterale

L'esemplare KMV 8701 venne originariamente scoperto nel 1987. L'esemplare fu identificato come una nuova specie e fu nominato Dilophosaurus sinensis. Solo nel 1994, durante una spedizione sul campo, fu trovato un esemplare più completo che venne assegnato alla stessa specie. Nel 2003, Dong Zhiming studiò il materiale di Sinosaurus triassicus, trovandolo abbastanza simile a Dilophosaurus sinensis. Poiché Sinosaurus era stato nominato per primo, "Dilophosaurus" sinensis divenne il suo sinonimo junior. Nel 2013, uno studio di Currie et al., confermò che D. sinensis fosse in realtà un esemplare della specie S. triassicus. Tuttavia, Wang et al. (2017) affermarono che fosse necessario indagare ulteriormente giustificare questa sinonimia, osservando che le due specie sono diverse almeno nell'anatomia della premascella. Gli autori assegnarono provvisoriamente D. sinensis al genere Sinosaurus, ma la mantennero come una specie distinta da Sinosaurus triassicus. L'esemplare KMV 8701 è costituito da un cranio quasi completo che misura circa 52,5 centimetri. Dong affermò che l'intero animale avrebbe raggiunto una lunghezza totale di circa 5,6 metri. Sebbene sia stato assegnato a Sinosaurus, l'esemplare manca ancora di una descrizione e preparazione adeguata.
Nel corso degli anni, i paleontologi hanno assegnato ulteriori esemplari a D. sinensis che ora sono assegnati a Sinosaurus. Dong (2003) assegnò al genere l'esemplare LDM-LCA10 che consiste in un cranio e uno scheletro incompleto. Nel 2012, Xing assegnò al genere due esemplari, ZLJ0003 che consiste in un cranio parziale e uno scheletro incompleto, e ZLJT01 il quale rappresenta un individuo giovane che consiste in un frammento premascellare, una mascella incompleta, un frammento mascellare, un lacrimale, entrambi i frontali, entrambi i parietali, una scatola cranica incompleta, un dentario incompleto, un intercentro atlantale, due frammenti di costole dorsali e un arco neurale caudale prossimale parziale.
Nel 2012, venne descritto un nuovo esemplare di Sinosaurus, che si è scoperto rappresentare una nuova specie. La specie Shuangbaisaurus anlongbaoensis, scoperta e nominata nel 2017, è stata successivamente considerata da alcuni un sinonimo di Sinosaurus triassicus. Un cranio completo con mandibola e 11 vertebre cervicali è stato descritto nel 2023, dopo essere stato scoperto vicino alla località in cui era stato ritrovato l'olotipo. L'esemplare suggerisce la presenza di tre autapomorfie uniche per questo teropode, tutte riguardanti lo sviluppo della cresta e le varie finestre del cranio.

## Descrizione

Dimensioni di S. triassicus

Sinosaurus era un teropode relativamente grande per gli standard del Giurassico inferiore. Utilizzando un modello scheletrico virtuale, Liang et al. (2024) hanno stimato che Sinosaurus fosse un grande teropode lungo circa 5,85 metri con una massa corporea massima di 895 chilogrammi. Gli autori hanno suggerito che, poiché la posizione filogenetica di Sinosaurus non è ben compresa, le stime precedenti basate su approcci di scala esistenti derivati dalla lunghezza e dalla circonferenza del femore sono inaffidabili.

### Cranio

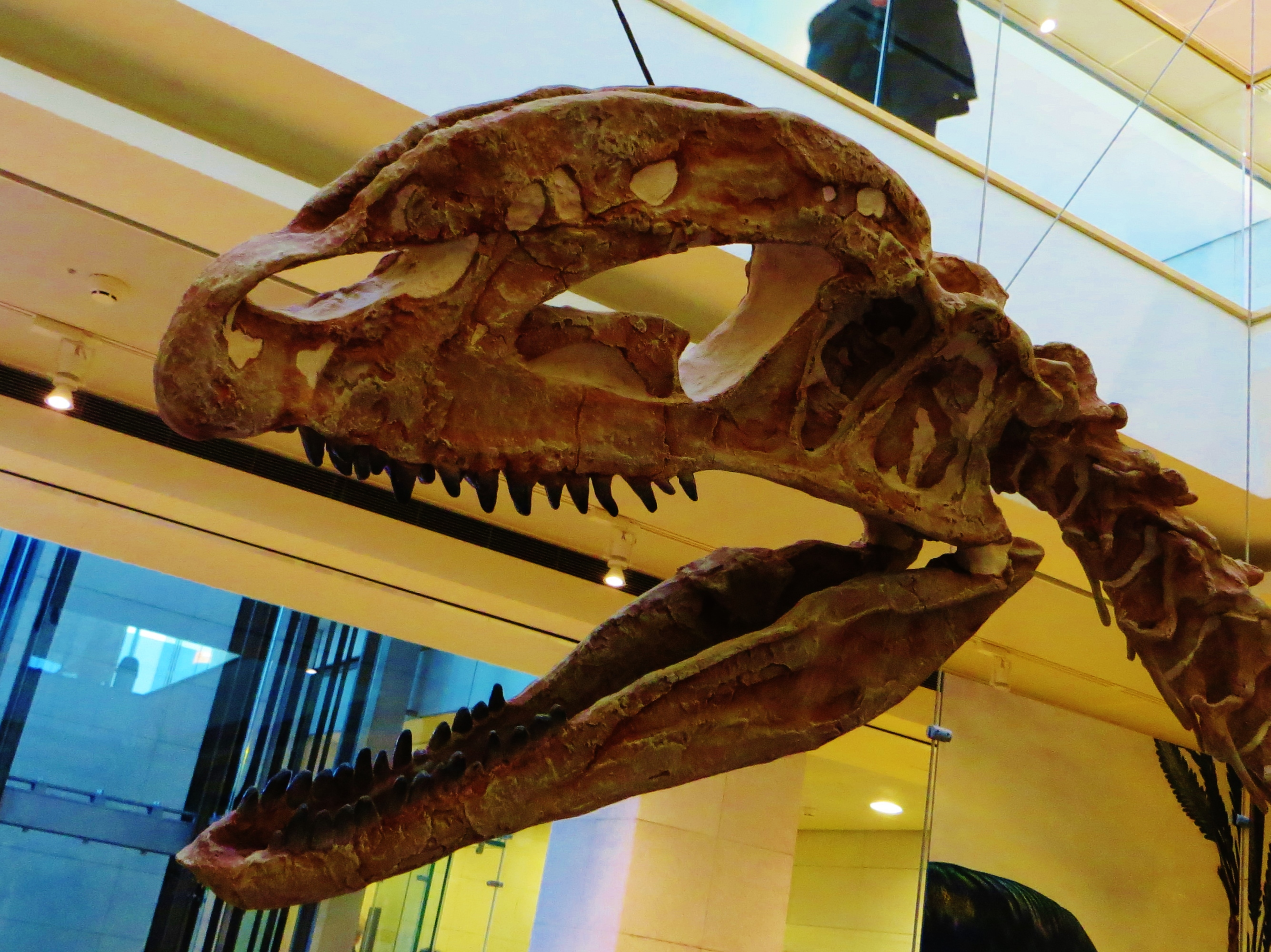
Cranio di S. triassicus, che mostra le numerose finestre del cranio

Un cranio quasi completo di S. triassicus (LFKL 004), misurato dall'estremità anteriore della premascella all'estremità posteriore del quadratogiugale, ha una lunghezza totale di 51,96 centimetri ed è simile per dimensioni e forma a quello di Dilophosaurus. Il rapporto tra l'altezza e la lunghezza del cranio è intermedio tra quello di Dilophosaurus e quello di teropodi più derivati, come Allosaurus. La caratteristica più distintiva è una coppia di grandi creste ossee parallele sopra la finestra antorbitale, formate dalle ossa nasali e lacrimali, che superficialmente assomigliano a quelle di Dilophosaurus. L'estremità posteriore della cresta, la parte formata dal lacrimale, è a forma di ascia. Otto finestre principali sono disseminate in tutto il cranio, inclusa la cavità nasale e l'orbita. Il lacrimale si estende fino al bordo della finestra antorbitale e si proietta nella parte posterodorsale (posteriore) della fossa antorbitale. C'è un piccolo spazio tra la premascella e la mascella, lo spazio subnariale, presente in diversi teropodi basali, come Dilophosaurus e coelophysoidi. Le due specie di Sinosaurus possono essere distinte dal numero di denti nella premascella (S. triassicus ne ha quattro, mentre S. sinensis ne ha cinque) e dal fatto che S. sinensis non presenta una delle suddette finestre, quella sulla superficie laterale della cresta.
Sinosaurus è l'unico "dilofosauride" noto con una scatola cranica completa. Cryolophosaurus, Dilophosaurus, Zupaysaurus e Coelophysis kayentakatae sono tutti noti con scatole craniche parziali. Due scatole craniche parziali sono state ritrovate prima del 2012 e sono perlopiù complete, tranne per il fatto che ampie sezioni sono oscurate dai sedimenti. Nel 2011, è stata trovata una scatola cranica eccezionalmente ben conservata, a cui mancavano solo le ossa frontali e l'orbitasfenoide.

### Scheletro
Con la riclassificazione della maggior parte del materiale postcranico di Sinosaurus in altri generi, i pochi dati disponibili provengono da esemplari come ZLJ 0003 e ZLJ 0057. Entrambi gli esemplari sono quasi completi, anche se i loro elementi postcranici non sono ancora stati descritti in dettaglio.

## Classificazione
Originariamente ritenuto un coelofisoide imparentato con Dilophosaurus e Cryolophosaurus, Oliver Rauhut nel 2003 dimostrò che Sinosaurus era un teropode più derivato, imparentato con Cryolophosaurus e "Dilophosaurus" sinensis. Nel 2013, in un lavoro inedito, Carano concordò sul fatto che Sinosaurus fosse un teropode. Il genere è stato considerato un nomen dubium in alcune opere, sebbene ora che "Dilophosaurus" sinensis è parte di Sinosaurus sia considerato valido.
Dilophosaurus sinensis è stato dimostrato essere un sinonimo junior di Sinosaurus nel 2003. È probabilmente più vicino al teropode antartico Cryolophosaurus, in base al fatto che l'estremità anteriore del giugale non partecipa alla finestra antorbitale interna e che la fila di denti mascellari è completamente davanti all'orbita oculare. D. sinensis è stato esposto nel 1998 al Dinofest di Philadelphia. Sebbene il cranio di D. sinensis sfoggi grandi creste nasolacrimali superficialmente simili a quelle ricostruite per D. wetherilli, caratteristiche altrove nello scheletro suggeriscono che Sinosaurus fosse più vicino ai teropodi tetanuri. Rauhut (2003) considerava D. sinensis un tetanuro basale più strettamente correlato a Sinosaurus e Cryolophosaurus. Lamanna et al. (1998b) hanno esaminato il materiale attribuito a D. sinensis e hanno scoperto che si tratta di un sinonimo di Sinosaurus triassicus. Questa scoperta cladistica è stata confermata nel 2003 da Dong.
Il Museo dei Dinosauri di Lufeng ha scoperto un nuovo esemplare di Sinosaurus (ZLJT01) nel 2007 dal bacino di Lufeng. Questo esemplare consiste in un cranio incompleto e altri frammenti postcranici. L'analisi filogenetica di questo esemplare dimostra che Sinosaurus è un teropode più derivato e non è il dilofosauride più basale sostenuto da Smith et al. Un cladogramma è stato identificato da Christophe Hendrickx e Octávio Mateus, che hanno collocato Sinosaurus e Cryolophosaurus in una politomia alla base di Tetanurae. Il loro cladogramma è mostrato di seguito.
|  | Dilophosaurus                                                                  |
|  |                                                                                |
|  | \| \| Coelophysis bauri \| \| \| \| \| \| Coelophysis rhodesiensis \| \| \| \| |
|  |                                                                                |
|  | Coelophysis bauri                                                              |
|  |                                                                                |
|  | Coelophysis rhodesiensis                                                       |
|  |                                                                                |

|  | Coelophysis bauri        |
|  |                          |
|  | Coelophysis rhodesiensis |
|  |                          |

|                | Ceratosaurus                                                    |
|                |                                                                 |
| Abelisauroidea | \| \| Majungasaurus \| \| \| \| \| \| Masiakasaurus \| \| \| \| |
|                | \| \| Majungasaurus \| \| \| \| \| \| Masiakasaurus \| \| \| \| |
|                | Majungasaurus                                                   |
|                |                                                                 |
|                | Masiakasaurus                                                   |
|                |                                                                 |

|  | Majungasaurus |
|  |               |
|  | Masiakasaurus |
|  |               |

|                | Ceratosaurus                                                    |
|                |                                                                 |
| Abelisauroidea | \| \| Majungasaurus \| \| \| \| \| \| Masiakasaurus \| \| \| \| |
|                | \| \| Majungasaurus \| \| \| \| \| \| Masiakasaurus \| \| \| \| |
|                | Majungasaurus                                                   |
|                |                                                                 |
|                | Masiakasaurus                                                   |
|                |                                                                 |

|  | Majungasaurus |
|  |               |
|  | Masiakasaurus |
|  |               |

|           | Chuandongocoelurus                                               |
|           |                                                                  |
|           | Monolophosaurus                                                  |
|           |                                                                  |
| Orionides | \| \| Megalosauroidea \| \| \| \| \| \| Avetheropoda \| \| \| \| |
|           | \| \| Megalosauroidea \| \| \| \| \| \| Avetheropoda \| \| \| \| |
|           | Megalosauroidea                                                  |
|           |                                                                  |
|           | Avetheropoda                                                     |
|           |                                                                  |

|  | Megalosauroidea |
|  |                 |
|  | Avetheropoda    |
|  |                 |

|           | Chuandongocoelurus                                               |
|           |                                                                  |
|           | Monolophosaurus                                                  |
|           |                                                                  |
| Orionides | \| \| Megalosauroidea \| \| \| \| \| \| Avetheropoda \| \| \| \| |
|           | \| \| Megalosauroidea \| \| \| \| \| \| Avetheropoda \| \| \| \| |
|           | Megalosauroidea                                                  |
|           |                                                                  |
|           | Avetheropoda                                                     |
|           |                                                                  |

|  | Megalosauroidea |
|  |                 |
|  | Avetheropoda    |
|  |                 |

|                | Ceratosaurus                                                    |
|                |                                                                 |
| Abelisauroidea | \| \| Majungasaurus \| \| \| \| \| \| Masiakasaurus \| \| \| \| |
|                | \| \| Majungasaurus \| \| \| \| \| \| Masiakasaurus \| \| \| \| |
|                | Majungasaurus                                                   |
|                |                                                                 |
|                | Masiakasaurus                                                   |
|                |                                                                 |

|  | Majungasaurus |
|  |               |
|  | Masiakasaurus |
|  |               |

|                | Ceratosaurus                                                    |
|                |                                                                 |
| Abelisauroidea | \| \| Majungasaurus \| \| \| \| \| \| Masiakasaurus \| \| \| \| |
|                | \| \| Majungasaurus \| \| \| \| \| \| Masiakasaurus \| \| \| \| |
|                | Majungasaurus                                                   |
|                |                                                                 |
|                | Masiakasaurus                                                   |
|                |                                                                 |

|  | Majungasaurus |
|  |               |
|  | Masiakasaurus |
|  |               |

|           | Chuandongocoelurus                                               |
|           |                                                                  |
|           | Monolophosaurus                                                  |
|           |                                                                  |
| Orionides | \| \| Megalosauroidea \| \| \| \| \| \| Avetheropoda \| \| \| \| |
|           | \| \| Megalosauroidea \| \| \| \| \| \| Avetheropoda \| \| \| \| |
|           | Megalosauroidea                                                  |
|           |                                                                  |
|           | Avetheropoda                                                     |
|           |                                                                  |

|  | Megalosauroidea |
|  |                 |
|  | Avetheropoda    |
|  |                 |

|           | Chuandongocoelurus                                               |
|           |                                                                  |
|           | Monolophosaurus                                                  |
|           |                                                                  |
| Orionides | \| \| Megalosauroidea \| \| \| \| \| \| Avetheropoda \| \| \| \| |
|           | \| \| Megalosauroidea \| \| \| \| \| \| Avetheropoda \| \| \| \| |
|           | Megalosauroidea                                                  |
|           |                                                                  |
|           | Avetheropoda                                                     |
|           |                                                                  |

|  | Megalosauroidea |
|  |                 |
|  | Avetheropoda    |
|  |                 |

|  | Dilophosaurus                                                                  |
|  |                                                                                |
|  | \| \| Coelophysis bauri \| \| \| \| \| \| Coelophysis rhodesiensis \| \| \| \| |
|  |                                                                                |
|  | Coelophysis bauri                                                              |
|  |                                                                                |
|  | Coelophysis rhodesiensis                                                       |
|  |                                                                                |

|  | Coelophysis bauri        |
|  |                          |
|  | Coelophysis rhodesiensis |
|  |                          |

|                | Ceratosaurus                                                    |
|                |                                                                 |
| Abelisauroidea | \| \| Majungasaurus \| \| \| \| \| \| Masiakasaurus \| \| \| \| |
|                | \| \| Majungasaurus \| \| \| \| \| \| Masiakasaurus \| \| \| \| |
|                | Majungasaurus                                                   |
|                |                                                                 |
|                | Masiakasaurus                                                   |
|                |                                                                 |

|  | Majungasaurus |
|  |               |
|  | Masiakasaurus |
|  |               |

|                | Ceratosaurus                                                    |
|                |                                                                 |
| Abelisauroidea | \| \| Majungasaurus \| \| \| \| \| \| Masiakasaurus \| \| \| \| |
|                | \| \| Majungasaurus \| \| \| \| \| \| Masiakasaurus \| \| \| \| |
|                | Majungasaurus                                                   |
|                |                                                                 |
|                | Masiakasaurus                                                   |
|                |                                                                 |

|  | Majungasaurus |
|  |               |
|  | Masiakasaurus |
|  |               |

|           | Chuandongocoelurus                                               |
|           |                                                                  |
|           | Monolophosaurus                                                  |
|           |                                                                  |
| Orionides | \| \| Megalosauroidea \| \| \| \| \| \| Avetheropoda \| \| \| \| |
|           | \| \| Megalosauroidea \| \| \| \| \| \| Avetheropoda \| \| \| \| |
|           | Megalosauroidea                                                  |
|           |                                                                  |
|           | Avetheropoda                                                     |
|           |                                                                  |

|  | Megalosauroidea |
|  |                 |
|  | Avetheropoda    |
|  |                 |

|           | Chuandongocoelurus                                               |
|           |                                                                  |
|           | Monolophosaurus                                                  |
|           |                                                                  |
| Orionides | \| \| Megalosauroidea \| \| \| \| \| \| Avetheropoda \| \| \| \| |
|           | \| \| Megalosauroidea \| \| \| \| \| \| Avetheropoda \| \| \| \| |
|           | Megalosauroidea                                                  |
|           |                                                                  |
|           | Avetheropoda                                                     |
|           |                                                                  |

|  | Megalosauroidea |
|  |                 |
|  | Avetheropoda    |
|  |                 |

|                | Ceratosaurus                                                    |
|                |                                                                 |
| Abelisauroidea | \| \| Majungasaurus \| \| \| \| \| \| Masiakasaurus \| \| \| \| |
|                | \| \| Majungasaurus \| \| \| \| \| \| Masiakasaurus \| \| \| \| |
|                | Majungasaurus                                                   |
|                |                                                                 |
|                | Masiakasaurus                                                   |
|                |                                                                 |

|  | Majungasaurus |
|  |               |
|  | Masiakasaurus |
|  |               |

|                | Ceratosaurus                                                    |
|                |                                                                 |
| Abelisauroidea | \| \| Majungasaurus \| \| \| \| \| \| Masiakasaurus \| \| \| \| |
|                | \| \| Majungasaurus \| \| \| \| \| \| Masiakasaurus \| \| \| \| |
|                | Majungasaurus                                                   |
|                |                                                                 |
|                | Masiakasaurus                                                   |
|                |                                                                 |

|  | Majungasaurus |
|  |               |
|  | Masiakasaurus |
|  |               |

|           | Chuandongocoelurus                                               |
|           |                                                                  |
|           | Monolophosaurus                                                  |
|           |                                                                  |
| Orionides | \| \| Megalosauroidea \| \| \| \| \| \| Avetheropoda \| \| \| \| |
|           | \| \| Megalosauroidea \| \| \| \| \| \| Avetheropoda \| \| \| \| |
|           | Megalosauroidea                                                  |
|           |                                                                  |
|           | Avetheropoda                                                     |
|           |                                                                  |

|  | Megalosauroidea |
|  |                 |
|  | Avetheropoda    |
|  |                 |

|           | Chuandongocoelurus                                               |
|           |                                                                  |
|           | Monolophosaurus                                                  |
|           |                                                                  |
| Orionides | \| \| Megalosauroidea \| \| \| \| \| \| Avetheropoda \| \| \| \| |
|           | \| \| Megalosauroidea \| \| \| \| \| \| Avetheropoda \| \| \| \| |
|           | Megalosauroidea                                                  |
|           |                                                                  |
|           | Avetheropoda                                                     |
|           |                                                                  |

|  | Megalosauroidea |
|  |                 |
|  | Avetheropoda    |
|  |                 |

|  | Dilophosaurus                                                                  |
|  |                                                                                |
|  | \| \| Coelophysis bauri \| \| \| \| \| \| Coelophysis rhodesiensis \| \| \| \| |
|  |                                                                                |
|  | Coelophysis bauri                                                              |
|  |                                                                                |
|  | Coelophysis rhodesiensis                                                       |
|  |                                                                                |

|  | Coelophysis bauri        |
|  |                          |
|  | Coelophysis rhodesiensis |
|  |                          |

|                | Ceratosaurus                                                    |
|                |                                                                 |
| Abelisauroidea | \| \| Majungasaurus \| \| \| \| \| \| Masiakasaurus \| \| \| \| |
|                | \| \| Majungasaurus \| \| \| \| \| \| Masiakasaurus \| \| \| \| |
|                | Majungasaurus                                                   |
|                |                                                                 |
|                | Masiakasaurus                                                   |
|                |                                                                 |

|  | Majungasaurus |
|  |               |
|  | Masiakasaurus |
|  |               |

|                | Ceratosaurus                                                    |
|                |                                                                 |
| Abelisauroidea | \| \| Majungasaurus \| \| \| \| \| \| Masiakasaurus \| \| \| \| |
|                | \| \| Majungasaurus \| \| \| \| \| \| Masiakasaurus \| \| \| \| |
|                | Majungasaurus                                                   |
|                |                                                                 |
|                | Masiakasaurus                                                   |
|                |                                                                 |

|  | Majungasaurus |
|  |               |
|  | Masiakasaurus |
|  |               |

|           | Chuandongocoelurus                                               |
|           |                                                                  |
|           | Monolophosaurus                                                  |
|           |                                                                  |
| Orionides | \| \| Megalosauroidea \| \| \| \| \| \| Avetheropoda \| \| \| \| |
|           | \| \| Megalosauroidea \| \| \| \| \| \| Avetheropoda \| \| \| \| |
|           | Megalosauroidea                                                  |
|           |                                                                  |
|           | Avetheropoda                                                     |
|           |                                                                  |

|  | Megalosauroidea |
|  |                 |
|  | Avetheropoda    |
|  |                 |

|           | Chuandongocoelurus                                               |
|           |                                                                  |
|           | Monolophosaurus                                                  |
|           |                                                                  |
| Orionides | \| \| Megalosauroidea \| \| \| \| \| \| Avetheropoda \| \| \| \| |
|           | \| \| Megalosauroidea \| \| \| \| \| \| Avetheropoda \| \| \| \| |
|           | Megalosauroidea                                                  |
|           |                                                                  |
|           | Avetheropoda                                                     |
|           |                                                                  |

|  | Megalosauroidea |
|  |                 |
|  | Avetheropoda    |
|  |                 |

|                | Ceratosaurus                                                    |
|                |                                                                 |
| Abelisauroidea | \| \| Majungasaurus \| \| \| \| \| \| Masiakasaurus \| \| \| \| |
|                | \| \| Majungasaurus \| \| \| \| \| \| Masiakasaurus \| \| \| \| |
|                | Majungasaurus                                                   |
|                |                                                                 |
|                | Masiakasaurus                                                   |
|                |                                                                 |

|  | Majungasaurus |
|  |               |
|  | Masiakasaurus |
|  |               |

|                | Ceratosaurus                                                    |
|                |                                                                 |
| Abelisauroidea | \| \| Majungasaurus \| \| \| \| \| \| Masiakasaurus \| \| \| \| |
|                | \| \| Majungasaurus \| \| \| \| \| \| Masiakasaurus \| \| \| \| |
|                | Majungasaurus                                                   |
|                |                                                                 |
|                | Masiakasaurus                                                   |
|                |                                                                 |

|  | Majungasaurus |
|  |               |
|  | Masiakasaurus |
|  |               |

|           | Chuandongocoelurus                                               |
|           |                                                                  |
|           | Monolophosaurus                                                  |
|           |                                                                  |
| Orionides | \| \| Megalosauroidea \| \| \| \| \| \| Avetheropoda \| \| \| \| |
|           | \| \| Megalosauroidea \| \| \| \| \| \| Avetheropoda \| \| \| \| |
|           | Megalosauroidea                                                  |
|           |                                                                  |
|           | Avetheropoda                                                     |
|           |                                                                  |

|  | Megalosauroidea |
|  |                 |
|  | Avetheropoda    |
|  |                 |

|           | Chuandongocoelurus                                               |
|           |                                                                  |
|           | Monolophosaurus                                                  |
|           |                                                                  |
| Orionides | \| \| Megalosauroidea \| \| \| \| \| \| Avetheropoda \| \| \| \| |
|           | \| \| Megalosauroidea \| \| \| \| \| \| Avetheropoda \| \| \| \| |
|           | Megalosauroidea                                                  |
|           |                                                                  |
|           | Avetheropoda                                                     |
|           |                                                                  |

|  | Megalosauroidea |
|  |                 |
|  | Avetheropoda    |
|  |                 |

|  | Dilophosaurus                                                                  |
|  |                                                                                |
|  | \| \| Coelophysis bauri \| \| \| \| \| \| Coelophysis rhodesiensis \| \| \| \| |
|  |                                                                                |
|  | Coelophysis bauri                                                              |
|  |                                                                                |
|  | Coelophysis rhodesiensis                                                       |
|  |                                                                                |

|  | Coelophysis bauri        |
|  |                          |
|  | Coelophysis rhodesiensis |
|  |                          |

|                | Ceratosaurus                                                    |
|                |                                                                 |
| Abelisauroidea | \| \| Majungasaurus \| \| \| \| \| \| Masiakasaurus \| \| \| \| |
|                | \| \| Majungasaurus \| \| \| \| \| \| Masiakasaurus \| \| \| \| |
|                | Majungasaurus                                                   |
|                |                                                                 |
|                | Masiakasaurus                                                   |
|                |                                                                 |

|  | Majungasaurus |
|  |               |
|  | Masiakasaurus |
|  |               |

|                | Ceratosaurus                                                    |
|                |                                                                 |
| Abelisauroidea | \| \| Majungasaurus \| \| \| \| \| \| Masiakasaurus \| \| \| \| |
|                | \| \| Majungasaurus \| \| \| \| \| \| Masiakasaurus \| \| \| \| |
|                | Majungasaurus                                                   |
|                |                                                                 |
|                | Masiakasaurus                                                   |
|                |                                                                 |

|  | Majungasaurus |
|  |               |
|  | Masiakasaurus |
|  |               |

|           | Chuandongocoelurus                                               |
|           |                                                                  |
|           | Monolophosaurus                                                  |
|           |                                                                  |
| Orionides | \| \| Megalosauroidea \| \| \| \| \| \| Avetheropoda \| \| \| \| |
|           | \| \| Megalosauroidea \| \| \| \| \| \| Avetheropoda \| \| \| \| |
|           | Megalosauroidea                                                  |
|           |                                                                  |
|           | Avetheropoda                                                     |
|           |                                                                  |

|  | Megalosauroidea |
|  |                 |
|  | Avetheropoda    |
|  |                 |

|           | Chuandongocoelurus                                               |
|           |                                                                  |
|           | Monolophosaurus                                                  |
|           |                                                                  |
| Orionides | \| \| Megalosauroidea \| \| \| \| \| \| Avetheropoda \| \| \| \| |
|           | \| \| Megalosauroidea \| \| \| \| \| \| Avetheropoda \| \| \| \| |
|           | Megalosauroidea                                                  |
|           |                                                                  |
|           | Avetheropoda                                                     |
|           |                                                                  |

|  | Megalosauroidea |
|  |                 |
|  | Avetheropoda    |
|  |                 |

|                | Ceratosaurus                                                    |
|                |                                                                 |
| Abelisauroidea | \| \| Majungasaurus \| \| \| \| \| \| Masiakasaurus \| \| \| \| |
|                | \| \| Majungasaurus \| \| \| \| \| \| Masiakasaurus \| \| \| \| |
|                | Majungasaurus                                                   |
|                |                                                                 |
|                | Masiakasaurus                                                   |
|                |                                                                 |

|  | Majungasaurus |
|  |               |
|  | Masiakasaurus |
|  |               |

|                | Ceratosaurus                                                    |
|                |                                                                 |
| Abelisauroidea | \| \| Majungasaurus \| \| \| \| \| \| Masiakasaurus \| \| \| \| |
|                | \| \| Majungasaurus \| \| \| \| \| \| Masiakasaurus \| \| \| \| |
|                | Majungasaurus                                                   |
|                |                                                                 |
|                | Masiakasaurus                                                   |
|                |                                                                 |

|  | Majungasaurus |
|  |               |
|  | Masiakasaurus |
|  |               |

|           | Chuandongocoelurus                                               |
|           |                                                                  |
|           | Monolophosaurus                                                  |
|           |                                                                  |
| Orionides | \| \| Megalosauroidea \| \| \| \| \| \| Avetheropoda \| \| \| \| |
|           | \| \| Megalosauroidea \| \| \| \| \| \| Avetheropoda \| \| \| \| |
|           | Megalosauroidea                                                  |
|           |                                                                  |
|           | Avetheropoda                                                     |
|           |                                                                  |

|  | Megalosauroidea |
|  |                 |
|  | Avetheropoda    |
|  |                 |

|           | Chuandongocoelurus                                               |
|           |                                                                  |
|           | Monolophosaurus                                                  |
|           |                                                                  |
| Orionides | \| \| Megalosauroidea \| \| \| \| \| \| Avetheropoda \| \| \| \| |
|           | \| \| Megalosauroidea \| \| \| \| \| \| Avetheropoda \| \| \| \| |
|           | Megalosauroidea                                                  |
|           |                                                                  |
|           | Avetheropoda                                                     |
|           |                                                                  |

|  | Megalosauroidea |
|  |                 |
|  | Avetheropoda    |
|  |                 |

|  | Dilophosaurus                                                                  |
|  |                                                                                |
|  | \| \| Coelophysis bauri \| \| \| \| \| \| Coelophysis rhodesiensis \| \| \| \| |
|  |                                                                                |
|  | Coelophysis bauri                                                              |
|  |                                                                                |
|  | Coelophysis rhodesiensis                                                       |
|  |                                                                                |

|  | Coelophysis bauri        |
|  |                          |
|  | Coelophysis rhodesiensis |
|  |                          |

|                | Ceratosaurus                                                    |
|                |                                                                 |
| Abelisauroidea | \| \| Majungasaurus \| \| \| \| \| \| Masiakasaurus \| \| \| \| |
|                | \| \| Majungasaurus \| \| \| \| \| \| Masiakasaurus \| \| \| \| |
|                | Majungasaurus                                                   |
|                |                                                                 |
|                | Masiakasaurus                                                   |
|                |                                                                 |

|  | Majungasaurus |
|  |               |
|  | Masiakasaurus |
|  |               |

|                | Ceratosaurus                                                    |
|                |                                                                 |
| Abelisauroidea | \| \| Majungasaurus \| \| \| \| \| \| Masiakasaurus \| \| \| \| |
|                | \| \| Majungasaurus \| \| \| \| \| \| Masiakasaurus \| \| \| \| |
|                | Majungasaurus                                                   |
|                |                                                                 |
|                | Masiakasaurus                                                   |
|                |                                                                 |

|  | Majungasaurus |
|  |               |
|  | Masiakasaurus |
|  |               |

|           | Chuandongocoelurus                                               |
|           |                                                                  |
|           | Monolophosaurus                                                  |
|           |                                                                  |
| Orionides | \| \| Megalosauroidea \| \| \| \| \| \| Avetheropoda \| \| \| \| |
|           | \| \| Megalosauroidea \| \| \| \| \| \| Avetheropoda \| \| \| \| |
|           | Megalosauroidea                                                  |
|           |                                                                  |
|           | Avetheropoda                                                     |
|           |                                                                  |

|  | Megalosauroidea |
|  |                 |
|  | Avetheropoda    |
|  |                 |

|           | Chuandongocoelurus                                               |
|           |                                                                  |
|           | Monolophosaurus                                                  |
|           |                                                                  |
| Orionides | \| \| Megalosauroidea \| \| \| \| \| \| Avetheropoda \| \| \| \| |
|           | \| \| Megalosauroidea \| \| \| \| \| \| Avetheropoda \| \| \| \| |
|           | Megalosauroidea                                                  |
|           |                                                                  |
|           | Avetheropoda                                                     |
|           |                                                                  |

|  | Megalosauroidea |
|  |                 |
|  | Avetheropoda    |
|  |                 |

|                | Ceratosaurus                                                    |
|                |                                                                 |
| Abelisauroidea | \| \| Majungasaurus \| \| \| \| \| \| Masiakasaurus \| \| \| \| |
|                | \| \| Majungasaurus \| \| \| \| \| \| Masiakasaurus \| \| \| \| |
|                | Majungasaurus                                                   |
|                |                                                                 |
|                | Masiakasaurus                                                   |
|                |                                                                 |

|  | Majungasaurus |
|  |               |
|  | Masiakasaurus |
|  |               |

|                | Ceratosaurus                                                    |
|                |                                                                 |
| Abelisauroidea | \| \| Majungasaurus \| \| \| \| \| \| Masiakasaurus \| \| \| \| |
|                | \| \| Majungasaurus \| \| \| \| \| \| Masiakasaurus \| \| \| \| |
|                | Majungasaurus                                                   |
|                |                                                                 |
|                | Masiakasaurus                                                   |
|                |                                                                 |

|  | Majungasaurus |
|  |               |
|  | Masiakasaurus |
|  |               |

|           | Chuandongocoelurus                                               |
|           |                                                                  |
|           | Monolophosaurus                                                  |
|           |                                                                  |
| Orionides | \| \| Megalosauroidea \| \| \| \| \| \| Avetheropoda \| \| \| \| |
|           | \| \| Megalosauroidea \| \| \| \| \| \| Avetheropoda \| \| \| \| |
|           | Megalosauroidea                                                  |
|           |                                                                  |
|           | Avetheropoda                                                     |
|           |                                                                  |

|  | Megalosauroidea |
|  |                 |
|  | Avetheropoda    |
|  |                 |

|           | Chuandongocoelurus                                               |
|           |                                                                  |
|           | Monolophosaurus                                                  |
|           |                                                                  |
| Orionides | \| \| Megalosauroidea \| \| \| \| \| \| Avetheropoda \| \| \| \| |
|           | \| \| Megalosauroidea \| \| \| \| \| \| Avetheropoda \| \| \| \| |
|           | Megalosauroidea                                                  |
|           |                                                                  |
|           | Avetheropoda                                                     |
|           |                                                                  |

|  | Megalosauroidea |
|  |                 |
|  | Avetheropoda    |
|  |                 |

|  | Dilophosaurus                                                                  |
|  |                                                                                |
|  | \| \| Coelophysis bauri \| \| \| \| \| \| Coelophysis rhodesiensis \| \| \| \| |
|  |                                                                                |
|  | Coelophysis bauri                                                              |
|  |                                                                                |
|  | Coelophysis rhodesiensis                                                       |
|  |                                                                                |

|  | Coelophysis bauri        |
|  |                          |
|  | Coelophysis rhodesiensis |
|  |                          |

|                | Ceratosaurus                                                    |
|                |                                                                 |
| Abelisauroidea | \| \| Majungasaurus \| \| \| \| \| \| Masiakasaurus \| \| \| \| |
|                | \| \| Majungasaurus \| \| \| \| \| \| Masiakasaurus \| \| \| \| |
|                | Majungasaurus                                                   |
|                |                                                                 |
|                | Masiakasaurus                                                   |
|                |                                                                 |

|  | Majungasaurus |
|  |               |
|  | Masiakasaurus |
|  |               |

|                | Ceratosaurus                                                    |
|                |                                                                 |
| Abelisauroidea | \| \| Majungasaurus \| \| \| \| \| \| Masiakasaurus \| \| \| \| |
|                | \| \| Majungasaurus \| \| \| \| \| \| Masiakasaurus \| \| \| \| |
|                | Majungasaurus                                                   |
|                |                                                                 |
|                | Masiakasaurus                                                   |
|                |                                                                 |

|  | Majungasaurus |
|  |               |
|  | Masiakasaurus |
|  |               |

|           | Chuandongocoelurus                                               |
|           |                                                                  |
|           | Monolophosaurus                                                  |
|           |                                                                  |
| Orionides | \| \| Megalosauroidea \| \| \| \| \| \| Avetheropoda \| \| \| \| |
|           | \| \| Megalosauroidea \| \| \| \| \| \| Avetheropoda \| \| \| \| |
|           | Megalosauroidea                                                  |
|           |                                                                  |
|           | Avetheropoda                                                     |
|           |                                                                  |

|  | Megalosauroidea |
|  |                 |
|  | Avetheropoda    |
|  |                 |

|           | Chuandongocoelurus                                               |
|           |                                                                  |
|           | Monolophosaurus                                                  |
|           |                                                                  |
| Orionides | \| \| Megalosauroidea \| \| \| \| \| \| Avetheropoda \| \| \| \| |
|           | \| \| Megalosauroidea \| \| \| \| \| \| Avetheropoda \| \| \| \| |
|           | Megalosauroidea                                                  |
|           |                                                                  |
|           | Avetheropoda                                                     |
|           |                                                                  |

|  | Megalosauroidea |
|  |                 |
|  | Avetheropoda    |
|  |                 |

|                | Ceratosaurus                                                    |
|                |                                                                 |
| Abelisauroidea | \| \| Majungasaurus \| \| \| \| \| \| Masiakasaurus \| \| \| \| |
|                | \| \| Majungasaurus \| \| \| \| \| \| Masiakasaurus \| \| \| \| |
|                | Majungasaurus                                                   |
|                |                                                                 |
|                | Masiakasaurus                                                   |
|                |                                                                 |

|  | Majungasaurus |
|  |               |
|  | Masiakasaurus |
|  |               |

|                | Ceratosaurus                                                    |
|                |                                                                 |
| Abelisauroidea | \| \| Majungasaurus \| \| \| \| \| \| Masiakasaurus \| \| \| \| |
|                | \| \| Majungasaurus \| \| \| \| \| \| Masiakasaurus \| \| \| \| |
|                | Majungasaurus                                                   |
|                |                                                                 |
|                | Masiakasaurus                                                   |
|                |                                                                 |

|  | Majungasaurus |
|  |               |
|  | Masiakasaurus |
|  |               |

|           | Chuandongocoelurus                                               |
|           |                                                                  |
|           | Monolophosaurus                                                  |
|           |                                                                  |
| Orionides | \| \| Megalosauroidea \| \| \| \| \| \| Avetheropoda \| \| \| \| |
|           | \| \| Megalosauroidea \| \| \| \| \| \| Avetheropoda \| \| \| \| |
|           | Megalosauroidea                                                  |
|           |                                                                  |
|           | Avetheropoda                                                     |
|           |                                                                  |

|  | Megalosauroidea |
|  |                 |
|  | Avetheropoda    |
|  |                 |

|           | Chuandongocoelurus                                               |
|           |                                                                  |
|           | Monolophosaurus                                                  |
|           |                                                                  |
| Orionides | \| \| Megalosauroidea \| \| \| \| \| \| Avetheropoda \| \| \| \| |
|           | \| \| Megalosauroidea \| \| \| \| \| \| Avetheropoda \| \| \| \| |
|           | Megalosauroidea                                                  |
|           |                                                                  |
|           | Avetheropoda                                                     |
|           |                                                                  |

|  | Megalosauroidea |
|  |                 |
|  | Avetheropoda    |
|  |                 |

|  | Dilophosaurus                                                                  |
|  |                                                                                |
|  | \| \| Coelophysis bauri \| \| \| \| \| \| Coelophysis rhodesiensis \| \| \| \| |
|  |                                                                                |
|  | Coelophysis bauri                                                              |
|  |                                                                                |
|  | Coelophysis rhodesiensis                                                       |
|  |                                                                                |

|  | Coelophysis bauri        |
|  |                          |
|  | Coelophysis rhodesiensis |
|  |                          |

|                | Ceratosaurus                                                    |
|                |                                                                 |
| Abelisauroidea | \| \| Majungasaurus \| \| \| \| \| \| Masiakasaurus \| \| \| \| |
|                | \| \| Majungasaurus \| \| \| \| \| \| Masiakasaurus \| \| \| \| |
|                | Majungasaurus                                                   |
|                |                                                                 |
|                | Masiakasaurus                                                   |
|                |                                                                 |

|  | Majungasaurus |
|  |               |
|  | Masiakasaurus |
|  |               |

|                | Ceratosaurus                                                    |
|                |                                                                 |
| Abelisauroidea | \| \| Majungasaurus \| \| \| \| \| \| Masiakasaurus \| \| \| \| |
|                | \| \| Majungasaurus \| \| \| \| \| \| Masiakasaurus \| \| \| \| |
|                | Majungasaurus                                                   |
|                |                                                                 |
|                | Masiakasaurus                                                   |
|                |                                                                 |

|  | Majungasaurus |
|  |               |
|  | Masiakasaurus |
|  |               |

|           | Chuandongocoelurus                                               |
|           |                                                                  |
|           | Monolophosaurus                                                  |
|           |                                                                  |
| Orionides | \| \| Megalosauroidea \| \| \| \| \| \| Avetheropoda \| \| \| \| |
|           | \| \| Megalosauroidea \| \| \| \| \| \| Avetheropoda \| \| \| \| |
|           | Megalosauroidea                                                  |
|           |                                                                  |
|           | Avetheropoda                                                     |
|           |                                                                  |

|  | Megalosauroidea |
|  |                 |
|  | Avetheropoda    |
|  |                 |

|           | Chuandongocoelurus                                               |
|           |                                                                  |
|           | Monolophosaurus                                                  |
|           |                                                                  |
| Orionides | \| \| Megalosauroidea \| \| \| \| \| \| Avetheropoda \| \| \| \| |
|           | \| \| Megalosauroidea \| \| \| \| \| \| Avetheropoda \| \| \| \| |
|           | Megalosauroidea                                                  |
|           |                                                                  |
|           | Avetheropoda                                                     |
|           |                                                                  |

|  | Megalosauroidea |
|  |                 |
|  | Avetheropoda    |
|  |                 |

|                | Ceratosaurus                                                    |
|                |                                                                 |
| Abelisauroidea | \| \| Majungasaurus \| \| \| \| \| \| Masiakasaurus \| \| \| \| |
|                | \| \| Majungasaurus \| \| \| \| \| \| Masiakasaurus \| \| \| \| |
|                | Majungasaurus                                                   |
|                |                                                                 |
|                | Masiakasaurus                                                   |
|                |                                                                 |

|  | Majungasaurus |
|  |               |
|  | Masiakasaurus |
|  |               |

|                | Ceratosaurus                                                    |
|                |                                                                 |
| Abelisauroidea | \| \| Majungasaurus \| \| \| \| \| \| Masiakasaurus \| \| \| \| |
|                | \| \| Majungasaurus \| \| \| \| \| \| Masiakasaurus \| \| \| \| |
|                | Majungasaurus                                                   |
|                |                                                                 |
|                | Masiakasaurus                                                   |
|                |                                                                 |

|  | Majungasaurus |
|  |               |
|  | Masiakasaurus |
|  |               |

|           | Chuandongocoelurus                                               |
|           |                                                                  |
|           | Monolophosaurus                                                  |
|           |                                                                  |
| Orionides | \| \| Megalosauroidea \| \| \| \| \| \| Avetheropoda \| \| \| \| |
|           | \| \| Megalosauroidea \| \| \| \| \| \| Avetheropoda \| \| \| \| |
|           | Megalosauroidea                                                  |
|           |                                                                  |
|           | Avetheropoda                                                     |
|           |                                                                  |

|  | Megalosauroidea |
|  |                 |
|  | Avetheropoda    |
|  |                 |

|           | Chuandongocoelurus                                               |
|           |                                                                  |
|           | Monolophosaurus                                                  |
|           |                                                                  |
| Orionides | \| \| Megalosauroidea \| \| \| \| \| \| Avetheropoda \| \| \| \| |
|           | \| \| Megalosauroidea \| \| \| \| \| \| Avetheropoda \| \| \| \| |
|           | Megalosauroidea                                                  |
|           |                                                                  |
|           | Avetheropoda                                                     |
|           |                                                                  |

|  | Megalosauroidea |
|  |                 |
|  | Avetheropoda    |
|  |                 |

|  | Dilophosaurus                                                                  |
|  |                                                                                |
|  | \| \| Coelophysis bauri \| \| \| \| \| \| Coelophysis rhodesiensis \| \| \| \| |
|  |                                                                                |
|  | Coelophysis bauri                                                              |
|  |                                                                                |
|  | Coelophysis rhodesiensis                                                       |
|  |                                                                                |

|  | Coelophysis bauri        |
|  |                          |
|  | Coelophysis rhodesiensis |
|  |                          |

|                | Ceratosaurus                                                    |
|                |                                                                 |
| Abelisauroidea | \| \| Majungasaurus \| \| \| \| \| \| Masiakasaurus \| \| \| \| |
|                | \| \| Majungasaurus \| \| \| \| \| \| Masiakasaurus \| \| \| \| |
|                | Majungasaurus                                                   |
|                |                                                                 |
|                | Masiakasaurus                                                   |
|                |                                                                 |

|  | Majungasaurus |
|  |               |
|  | Masiakasaurus |
|  |               |

|                | Ceratosaurus                                                    |
|                |                                                                 |
| Abelisauroidea | \| \| Majungasaurus \| \| \| \| \| \| Masiakasaurus \| \| \| \| |
|                | \| \| Majungasaurus \| \| \| \| \| \| Masiakasaurus \| \| \| \| |
|                | Majungasaurus                                                   |
|                |                                                                 |
|                | Masiakasaurus                                                   |
|                |                                                                 |

|  | Majungasaurus |
|  |               |
|  | Masiakasaurus |
|  |               |

|           | Chuandongocoelurus                                               |
|           |                                                                  |
|           | Monolophosaurus                                                  |
|           |                                                                  |
| Orionides | \| \| Megalosauroidea \| \| \| \| \| \| Avetheropoda \| \| \| \| |
|           | \| \| Megalosauroidea \| \| \| \| \| \| Avetheropoda \| \| \| \| |
|           | Megalosauroidea                                                  |
|           |                                                                  |
|           | Avetheropoda                                                     |
|           |                                                                  |

|  | Megalosauroidea |
|  |                 |
|  | Avetheropoda    |
|  |                 |

|           | Chuandongocoelurus                                               |
|           |                                                                  |
|           | Monolophosaurus                                                  |
|           |                                                                  |
| Orionides | \| \| Megalosauroidea \| \| \| \| \| \| Avetheropoda \| \| \| \| |
|           | \| \| Megalosauroidea \| \| \| \| \| \| Avetheropoda \| \| \| \| |
|           | Megalosauroidea                                                  |
|           |                                                                  |
|           | Avetheropoda                                                     |
|           |                                                                  |

|  | Megalosauroidea |
|  |                 |
|  | Avetheropoda    |
|  |                 |

|                | Ceratosaurus                                                    |
|                |                                                                 |
| Abelisauroidea | \| \| Majungasaurus \| \| \| \| \| \| Masiakasaurus \| \| \| \| |
|                | \| \| Majungasaurus \| \| \| \| \| \| Masiakasaurus \| \| \| \| |
|                | Majungasaurus                                                   |
|                |                                                                 |
|                | Masiakasaurus                                                   |
|                |                                                                 |

|  | Majungasaurus |
|  |               |
|  | Masiakasaurus |
|  |               |

|                | Ceratosaurus                                                    |
|                |                                                                 |
| Abelisauroidea | \| \| Majungasaurus \| \| \| \| \| \| Masiakasaurus \| \| \| \| |
|                | \| \| Majungasaurus \| \| \| \| \| \| Masiakasaurus \| \| \| \| |
|                | Majungasaurus                                                   |
|                |                                                                 |
|                | Masiakasaurus                                                   |
|                |                                                                 |

|  | Majungasaurus |
|  |               |
|  | Masiakasaurus |
|  |               |

|           | Chuandongocoelurus                                               |
|           |                                                                  |
|           | Monolophosaurus                                                  |
|           |                                                                  |
| Orionides | \| \| Megalosauroidea \| \| \| \| \| \| Avetheropoda \| \| \| \| |
|           | \| \| Megalosauroidea \| \| \| \| \| \| Avetheropoda \| \| \| \| |
|           | Megalosauroidea                                                  |
|           |                                                                  |
|           | Avetheropoda                                                     |
|           |                                                                  |

|  | Megalosauroidea |
|  |                 |
|  | Avetheropoda    |
|  |                 |

|           | Chuandongocoelurus                                               |
|           |                                                                  |
|           | Monolophosaurus                                                  |
|           |                                                                  |
| Orionides | \| \| Megalosauroidea \| \| \| \| \| \| Avetheropoda \| \| \| \| |
|           | \| \| Megalosauroidea \| \| \| \| \| \| Avetheropoda \| \| \| \| |
|           | Megalosauroidea                                                  |
|           |                                                                  |
|           | Avetheropoda                                                     |
|           |                                                                  |

|  | Megalosauroidea |
|  |                 |
|  | Avetheropoda    |
|  |                 |

Studi recenti hanno collocato Sinosaurus al di fuori del clade Ceratosauria+Tetanurae, mentre Wang et al. (2016) lo hanno considerato il ceratosauro più basale.

## Paleobiologia

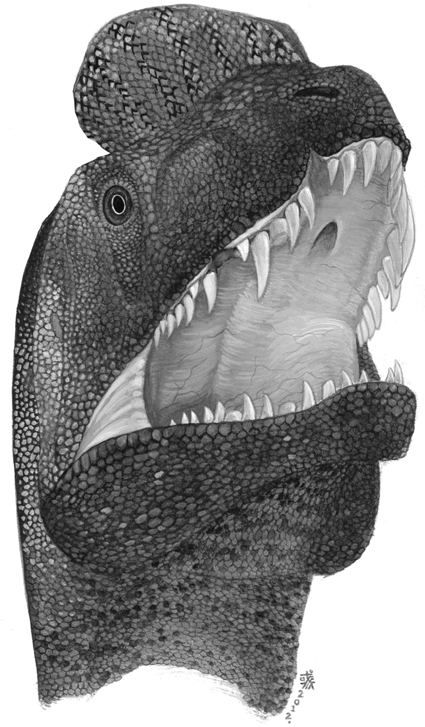
Ricostruzione artistica che mostra l'anomalia dentale presente nell'esemplare ZLJT01.

### Funzione delle creste
Sia Sinosaurus che Dilophosaurus possiedono una coppia di creste parallele sul capo. Queste creste erano troppo sottili e delicate per essere utilizzate in combattimento, pertanto la funzione più probabile di queste strutture è che fossero strutture espositive, usate dagli animali per attrarre un compagno o scoraggiare un rivale.

### Alimentazione
Il cranio di Sinosaurus presenta una profonda tacca tra la premascella e la mascella. Dong (2003) propose che la tacca servisse come alloggio per i muscoli della mascella, conferendo a Sinosaurus un morso potente. In base alla potenza stimata delle sue fauci, Sinosaurus potrebbe essere stato un carnivoro o uno spazzino o entrambi. Dong sospettava che la premascella fosse ricoperta da un becco stretto e uncinato, utilizzato per lacerare la pelle e la carne. Pensava anche che la cresta venisse utilizzata per tenere aperta la cavità addominale mentre l'animale si nutriva. Dong studiò anche i piedi di Sinosaurus, trovando alcune somiglianze con i piedi degli avvoltoi odierni. I piedi di Sinosaurus erano probabilmente adatti per aiutarlo a nutrirsi di animali di grandi dimensioni, come i prosauropodi molto comuni nella formazione Lufeng. La forma del corpo di Sinosaurus, combinata con il rapporto cranio/lunghezza del corpo, suggerisce ulteriormente che l'animale fosse un corridore veloce e facesse molto affidamento sia sui suoi lunghi arti anteriori che sulle sue fauci per abbattere le sue prede.

### Paleopatologia
Uno studio di Xing et al. (2013) ha esaminato l'effetto della perdita traumatica dei denti sull'alveolo dentale (l'alveolo nella mascella dove sono contenute le radici dei denti) nei dinosauri. Sinosaurus è il primo dinosauro in cui è stato osservato il rimodellamento dell'alveolo nella mascella. Gli autori hanno concluso che questa scoperta "contribuisce a creare prove crescenti che suggeriscono che i teropodi erano altamente resistenti a un ampio spettro di traumi e malattie". L'alveolo dentale trovato in Sinosaurus rappresenta la prima patologia dentale documentata trovata su un dinosauro.

## Paleoecologia

### Provenienza e occorrenza

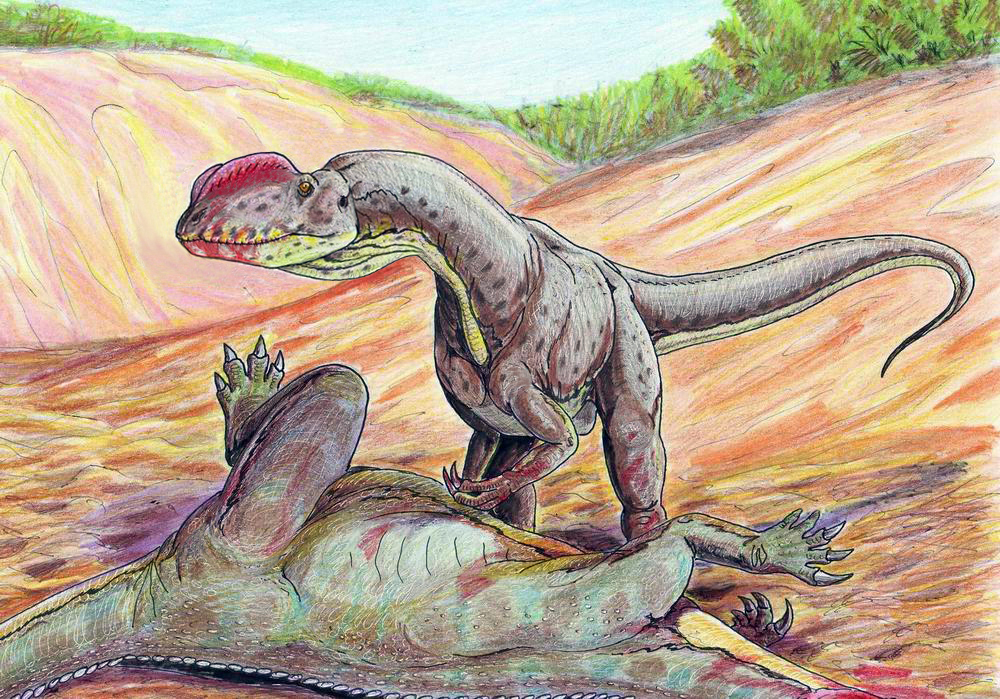
Ricostruzione artistica di un Sinosaurus mentre si nutre di uno Yunnanosaurus

L'esemplare tipo di Sinosaurus triassicus IVPP V34 venne recuperato nel Membro Zhangjiawa della Formazione Lufeng, nello Yunnan, Cina. Questi resti sono stati scoperti nei Dark Red Beds, depositatisi durante il Sinemuriano del Giurassico inferiore, circa 196-183 milioni di anni fa. Diverse scoperte riferite a Sinosaurus sono state fatte nel Membro Zhangjiawa: gli esemplari IVPP V97 (postcranio), IVPP V36 (denti), IVPP 37 (denti), IVPP V88 (ileo), IVPP V35 (denti e ossa postcraniche), IVPP V100 e IVPP V48 (denti e ossa postcraniche) scoperti nel 1938 da M. Bien e CC Young, FMNH CUP 2001–2003 scoperti da E. Oehler e Hu. Gli esemplari FMNH CUP 2097, FMNH CUP 2098, FMNH CUP 2004, FMNH CUP 2005 furono scoperti nel 1948 da M. Bien e CC Young nel Membro Zhangjiawa. Fossili di Sinosaurus sp. sono stati trovati anche nella Formazione Zhenzhuchong, in precedenza attribuiti a poposauri, anche se potrebbero provenire solo dalla Formazione Lufeng equivalente.
L'esemplare IVPP V504, riferito a Sinosaurus, una mascella con quattro denti, fu raccolto da Lee negli anni '40, nei Dull Purplish Beds del Membro Shawan della Formazione Lufeng, depositatisi durante la fase Hettangiana del Giurassico inferiore, circa 201-199 milioni di anni fa. Diverse altre scoperte furono fatte nel Membro Shawan: parti di due scheletri attribuiti a Sinosaurus furono scoperti da Sou nel 1956, l'esemplare IVPP V279 (dente) fu scoperto da CC Young nel 1938, in arenaria argillosa rosso scuro, e l'esemplare IVPP V381 (diversi denti) fu scoperto da CC Young, in fango blu. I resti di D. sinensis (ora Sinosaurus sinensis), KMV 8701, uno scheletro quasi completo, furono recuperati nel Membro Shawan della Formazione Lufeng. Questo materiale è stato scoperto nel 1987 nei Dull Purplish Beds, depositatisi durante la fase Hettangiana del Giurassico inferiore, circa 201-199 milioni di anni fa.

### Fauna e habitat
Nella Formazione Lufeng, Sinosaurus condivideva il suo paleoambiente con terapsidi come Morganucodon, Oligokyphus e Bienotherium; arcosauri come Pachysuchus; diapsidi come Strigosuchus; coccodrilli come Platyognathus e Microchampsa; il mammifero primitivo Hadrocodium; e altri rettili primitivi. I dinosauri contemporanei includono sauropodi indeterminati; i tyreophori primitivi Bienosaurus e Tatisaurus; il presunto ornitopode chimerico "Dianchungosaurus lufengensis"; i prosauropodi Gyposaurus, Lufengosaurus, Jingshanosaurus, Kunmingosaurus, Chinshakiangosaurus, Yunnanosaurus e un taxon senza nome; e i teropodi Lukousaurus, Eshanosaurus e Coelophysis sp..
Impronte di Changpeipus sono state trovate nella Formazione Lufeng. Nel 2009, uno studio condotto da Li-Da Xing ha scoperto che le impronte della Formazione Lufeng erano uniche tra gli ichnogeneri e le ha nominate Changpeipus pareschequier. Lo studio ha ipotizzato che fossero prodotte da un celofisoide; il proprietario di queste impronte è ignoto, ed i sospetti includono sia Sinosaurus che Coelophysis sp..